# 2022年亞洲運動會現代五項比賽
2022年亞洲運動會現代五項比賽是因2019冠状病毒病疫情而延期至2023年进行的第十九屆亞洲運動會的其中一項競賽項目，於2023年9月20日至9月24日在中华人民共和国杭州富阳银湖体育中心舉行，共產生4面金牌。
此次比赛同时也是2024年巴黎奥运现代五项项目的亚洲区资格赛，男子个人和女子个人各提供5个奥运名额。

## 参赛代表团
共有来自11个代表团的48名运动员获得现代五项项目参赛资格：
- 中国（8）
- 印度尼西亚（2）
- 印度（1）
- 日本（6）
- （8）
- （5）
- 蒙古（1）
- 韩国（8）
- 新加坡（1）
- 泰国（4）
- （4）

## 赛程
现代五项比赛在亚运开幕的三天前开赛。以下是现代五项项目的具体赛程安排：
| R | 击剑大循环排位赛 | S | 半決賽 | F | 決賽 |

| 賽事↓/日期 → | 20日 （三） | 21日 （四） | 22日 （五） | 23日 （六） | 24日 （日） |
| ------------ | ----------- | ----------- | ----------- | ----------- | ----------- |
| 男子個人     | R           |             | S           |             | F           |
| 女子個人     | R           |             |             |             | F           |
| 男子團體     | R           |             | S           |             | F           |
| 女子團體     | R           |             |             |             | F           |

因參賽人數較少，原定於9月21日舉行的女子半決賽取消。

## 獎牌榜
*   主办国家/地区（中国）
| 排名                | 代表团              | 金牌 | 銀牌 | 銅牌 | 总计 |
| ------------------- | ------------------- | ---- | ---- | ---- | ---- |
| 1                   | 韩国                | 2    | 2    | 1    | 5    |
| 2                   | 中国*               | 2    | 1    | 2    | 5    |
| 3                   | 日本                | 0    | 1    | 1    | 2    |
| 总计（共3个代表团） | 总计（共3个代表团） | 4    | 4    | 4    | 12   |

## 獎牌得主
| 項目     | 金牌                                                    | 银牌                                        | 铜牌                                                 |
| 男子個人 | 全雄太 · 韩国（KOR）                                    | 李枝勋 · 韩国（KOR）                        | 李澍寰 · 中国（CHN）                                 |
| 女子個人 | 张明煜 · 中国（CHN）                                    | 金善祐 · 韩国（KOR）                        | 边雨霏 · 中国（CHN）                                 |
| 男子團體 | 韩国（KOR） · 全雄太 · 鄭振和 · Seo Chang-hwan · 李枝勋 | 中国（CHN） · 陈琰 · 张琳彬 · 李澍寰 · 罗帅 | 日本（JPN） · 佐藤大宗 · 篠木薫 · 松本谅             |
| 女子團體 | 中国（CHN） · 谢林芝 · 钟秀婷 · 边雨霏 · 张明煜         | 日本（JPN） · 梅村华苗 · 内田美咲 · 柴田华  | 韩国（KOR） · 成承民 · Jang Hae-un · 金势熹 · 金善祐 |

## 外部連結
- 官方成绩册（页面存档备份，存于）